# شهرستان پوواو
شهرستان پوواو (به لهستانی: Powiat Puławy) یک شهرستان در لهستان است که در استان لوبلین واقع شده‌است. شهرستان پوواو ۹۳۳ کیلومتر مربع مساحت و ۱۱۶٬۸۲۹ نفر جمعیت دارد.